# Công viên Morskie Oko, Warszawa

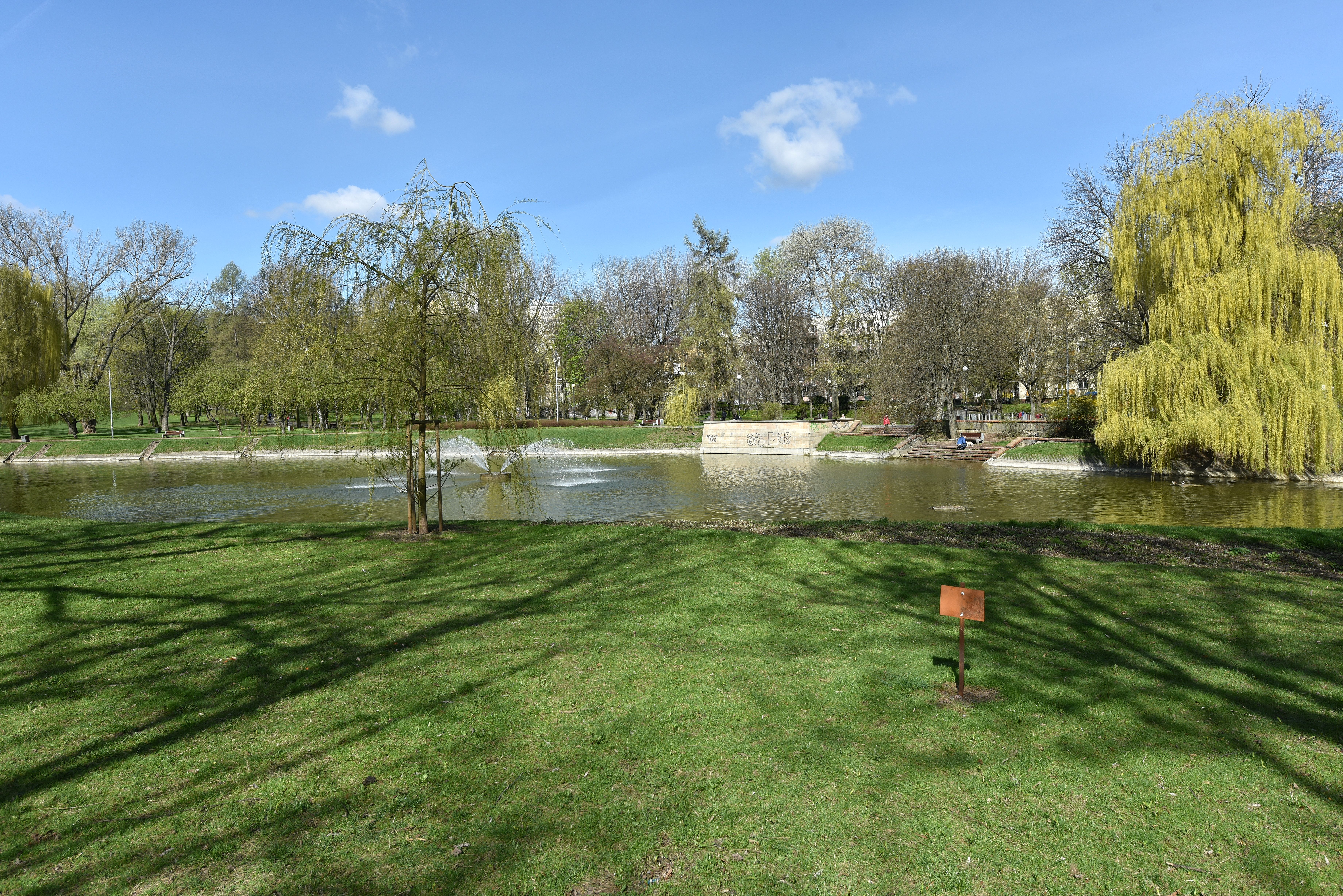
Công viên Morskie Oko ở Warsaw (2017)

Công viên Morskie Oko (tiếng Ba Lan: Park Morskie Oko w Warszawie) là một công viên tuyệt đẹp và nổi tiếng nằm ở trung tâm quận Mokotów, Warsaw, Ba Lan, với diện tích khoảng 18 ha. Năm 1965, Công viên có tên trong danh sách di tích lịch sử.

## Đặc điểm
Công viên Morskie Oko ở Warsaw tiếp giáp với các con phố như: Puławską, Dworkową, Morskie Oko, Promenada, Belwederską, Zajączkowską, và Spacerową.
Các lối vào chính đến Công viên nằm ở 3 phố: Puławska, Spacerowa và Belwederska.
Công viên này lúc đầu là một khu vườn đầy lãng mạn được Efraim Szreger và Szymon Bogumił Zug (hai nhà kiến trúc sư theo Chủ nghĩa cổ điển) thiết kế dành riêng cho Công chúa Izabela Lubomirska.
Công viên giống như một bức tranh thủy mặc, tuyệt đẹp mà yên tĩnh, kết hợp với cách bố trí nhiều cây xanh xung quanh các ao nước xanh như ngọc, tạo nên một bầu không khí thư giãn thoải mái và giúp khách tham quan tách ra khỏi những khoảnh khắc hối hả của cuộc sống thường nhật. Đây đích thật là thiên đường cho cư dân cũng như du khách nghỉ ngơi, đọc sách, hẹn hò và chụp nhiều tấm ảnh với người thân để kỷ niệm.

## Địa danh
Công viên sở hữu các địa danh:
- Các tòa nhà lịch sử: Cung điện Szustra, lăng mộ của gia đình Szustr
- Các ao công viên
- Tượng đài Jan Matejko và đài tưởng niệm những người lính Quân đội Nhà.[2]